# Boxe birmane
La boxe birmane (birman : လက်ဝှေ့), aussi connue sous le nom de bama lethwei, est un art martial originaire de Birmanie (Myanmar) qui utilise des techniques de combat ultra agressive. Similaire à la boxe thaïlandaise (muay-thaï), la boxe birmane se déroule debout utilisant des projections au sol, les poings, les coudes, les pieds, les genoux et contrairement aux autres pratiques de combat, les coups de tête sont autorisés,. Le lethwei est considéré comme l'art martial le plus brutal du monde non seulement car les coups de tête sont permis et que les combats se déroulent à mains nues,, mais aussi car sa forme suit une seule et unique tactique : l'attaque perpétuelle. Elle nécessite donc une fougue et une endurance hors normes, ce qui la rend beaucoup plus violente que la boxe thaï.

## Histoire

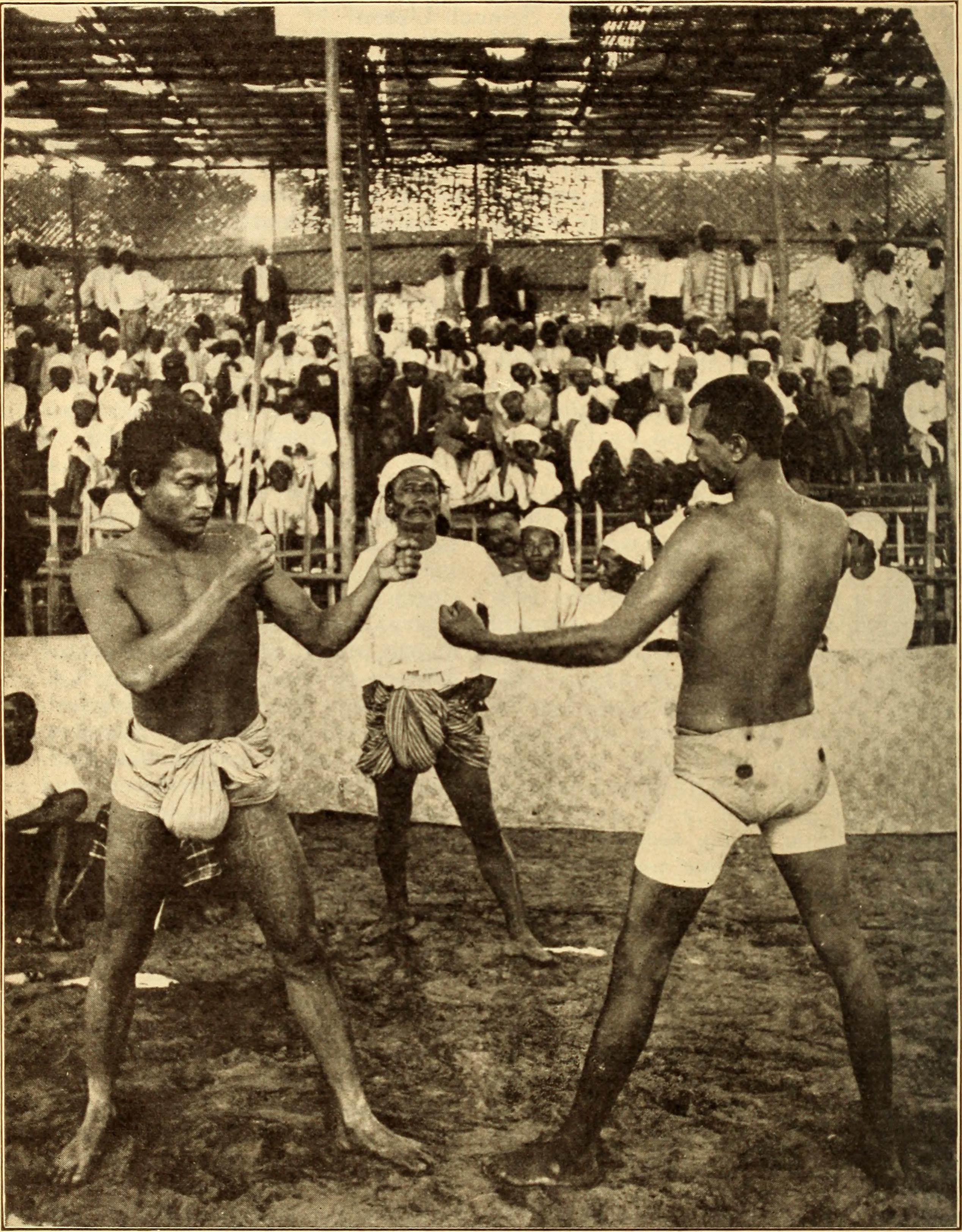
Combat de Lethwei au XIXe siècle au Myanmar.

Cet art de combat à mains nues et pieds nus est très ancienne. C’est une boxe pieds-poings qui emprunte à l’héritage technique du guerrier birman toute sa panoplie de stratégies. Elle devient populaire à partir du XIe siècle sous le roi Anawratha, avec des combats interethniques sans aucune règle et d’une extrême violence. La manière de s’affronter est très spécifique, tenant très souvent du comportement animal et ne ressemblant que de très loin à d’autres pratiques orientales.
Traditionnellement le combat se déroulait dans un cercle. Dans les villages birmans, encore au XXIe siècle, ce combat a maintenu son caractère ancestral. Seule l’apparition d’un ring occidental et des divisions semblent être un signe de modernité. Toutes les techniques y sont autorisées et on peut percuter sur un homme à terre. Les boxeurs se confrontent durant des manches très longues. Les rounds sont espacés par des repos complets durant lesquels se déroulent d’autres matchs. L’équipement est sommaire, port du short de boxe, mains bandées, noix de coco en guise de protection génitale, lanière de cuir entre les dents. Encore à ce jour, de nombreux boxeurs birmans se tatouent le tronc et les jambes (appelées Pi-ze). On peut y lire, chez certains, leurs victoires, chez d’autres des représentations d’animaux (aigle, cobra, panthère, tigre, etc.) symbolisant force et courage. Certains boxeurs portent des amulettes autour des bras ou des jambes pour leur donner confiance, force et bravoure.

## Règlement

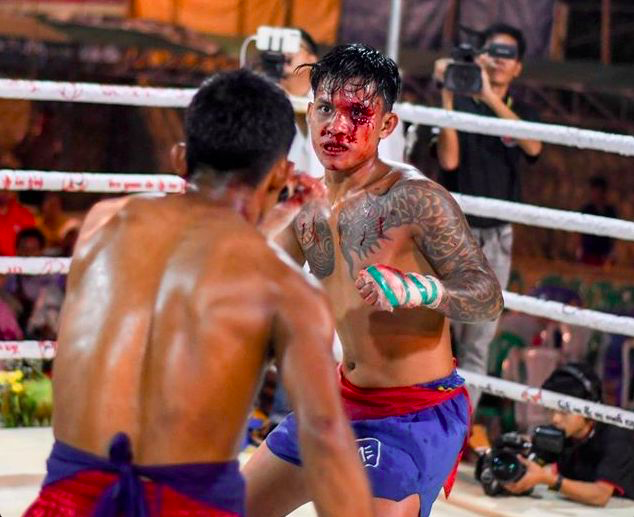
Lethwei combat dans la ville de Ye au Myanmar

Ancestralement, l’opposition est dirigée par deux arbitres et se déroule dans un cercle où toute forme de percussion et de projection y est autorisée. L’ère moderne a introduit les règles de la boxe occidentale, notamment les gants, les rounds, le ring et les protections. Le panel technique des combattants est très large et les comportements s’inspirent des autres pratiques de combat de Birmanie entre autres des techniques inspirées des animaux. On y trouve de nombreuses actions spectaculaires notamment les techniques volantes (coup de pied sauté, coup de genou sauté et coude sauté) et des techniques en marche d’escalier (coup de pied et de genou).

## Lekkha moun
Le lekkha moun est un geste traditonnel effectué par les combattants de Lethwei pour challenger leurs adversaire avec courage et respect.Le lekkha moun est fait en frappant trois fois avec la main droite sur la forme triangulaire, au niveau du coude, formé en pliant le bras gauche. La percussion sonore est effectuée.

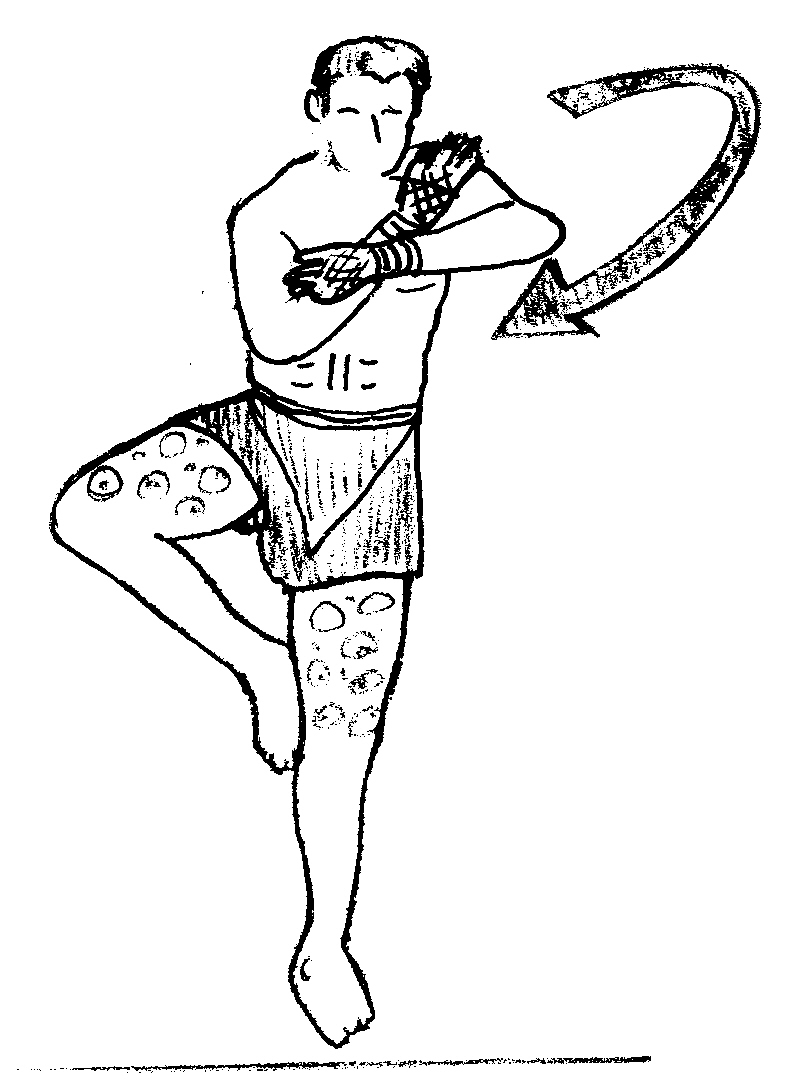
Illustration du lekkha moun

## Lethwei yay
Le lethwei yay est une sorte de danse guerrière exécutée en début de combat, pour démontrer habileté et courage ainsi qu'à la fin du combat, comme danse victorieuse. Cette parade sous forme de danse est une présentation des armes utilisées avant le combat de lethwei, par le boxeur lui-même. La présentation s’effectue de haut en bas, d’abord avec les poings et les coudes, puis les genoux et enfin les pieds. Propres à certaines ethnies et écoles de boxe, la danse est rythmée par une musique (lay-gin) jouée par un orchestre (saing-waing). Durant la parade, certains boxeurs racontent des épisodes de leurs combats antérieurs. À la fin de la danse, les bras croisés le boxeur effectue le lekkha moun de façon à annoncer qu’il est prêt à combattre.

## Techniques du lethwei
Un ensemble de techniques traditionnelles composent la pratique de la boxe birmane. Elles sont souvent répertoriées par groupe de trois éléments. Le chiffre « trois » permet de mémoriser un ensemble de connaissances et techniques de combat. Ces ensembles sont le plus souvent multiples de trois et ainsi on les retrouve par groupes de neuf, douze éléments voire plus.

Les caractéristiques techniques du lethwei tiennent à trois composantes principales, les « armes » utilisées, les « cibles » visées et les « distances » de combat. Nous trouvons ainsi : 
1. Une utilisation de tout l’arsenal corporel disponible, de percussion et de projection (neuf armes principales : crâne, deux poings, deux coudes, deux genoux et deux pieds).
2. La recherche de percussion de l’ensemble du corps adverse, non pas seulement pour terrasser immédiatement mais pour l’amoindrir progressivement.
3. La gestion de trois distances de combat : distance longue (notamment de coup de pied), distance moyenne (coups de genou, de poing et coude) et le corps à corps (saisie et projections).

D'un point de vue stratégique, et afin d’être facilement retenu dans la mémoire, un ensemble de principes est édicté. Pour exemple, nous trouvons les principes suivants : 
1. « Percuter les armes adverses avant de s’attaquer au centre du corps » (Ex. : choc en coup de tête sur le biceps en même temps d’un coup de poing circulaire adverse ou percussion de la cuisse adverse en coup de pied circulaire de type fouetté lors d’une offensive en coup de pied circulaire en ligne médiane).
2. « Projeter doivent s’effectuer dans l’espace proche afin d’amener une percussion immédiate en arrivant au sol ».
3. « Utiliser les stratégies des animaux du thaing » (ex.: percussion sur les membres inférieurs adverses de type sanglier, ou coup de patte de type panthère sur les bras adverses pour se frayer un chemin vers des cibles, ou balayage rotatif du tigre sur une offensive en coup de pied à la face).

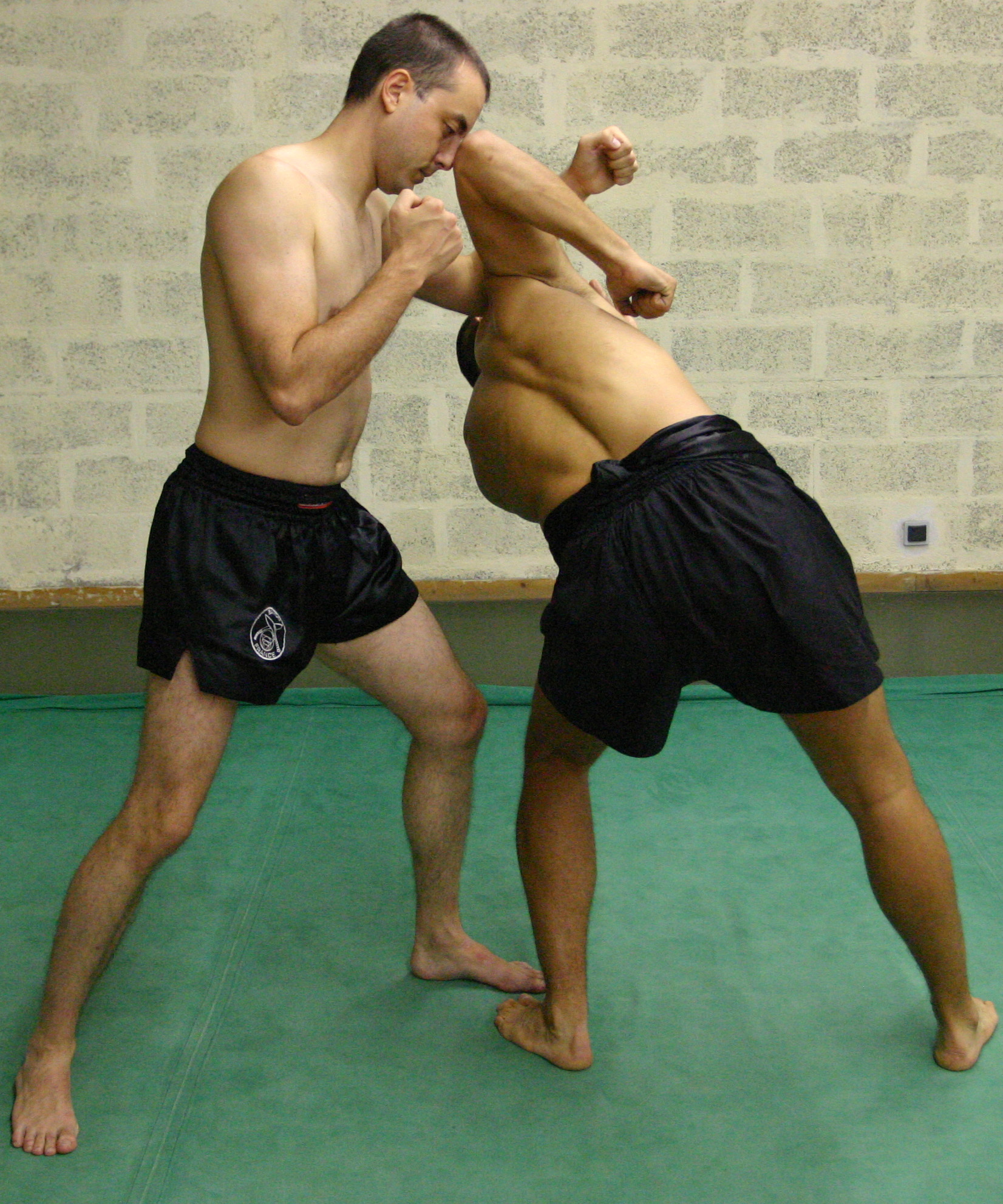
Coup de coude retourné, ici en aveugle
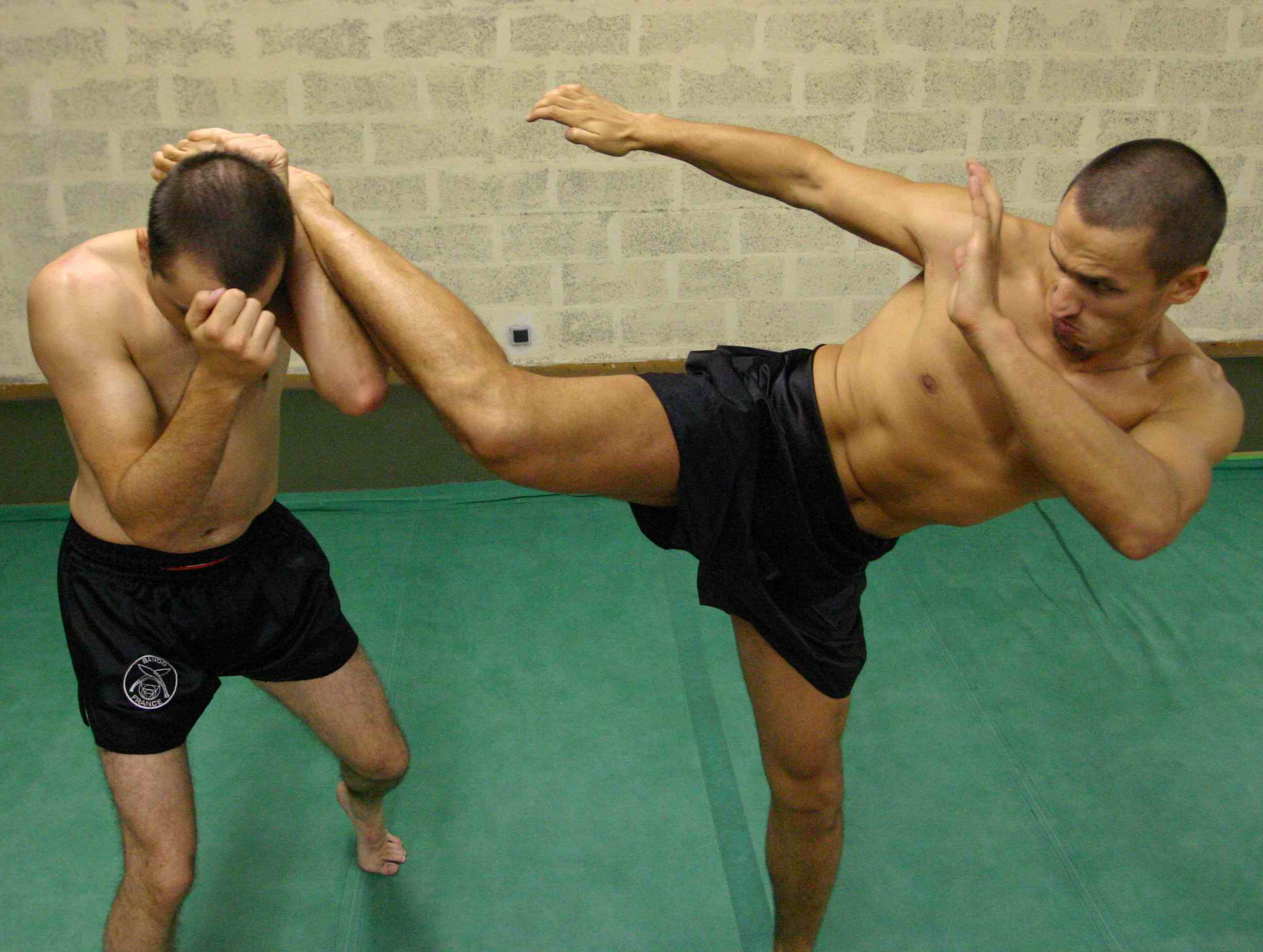
Coup de pied circulaire retombant
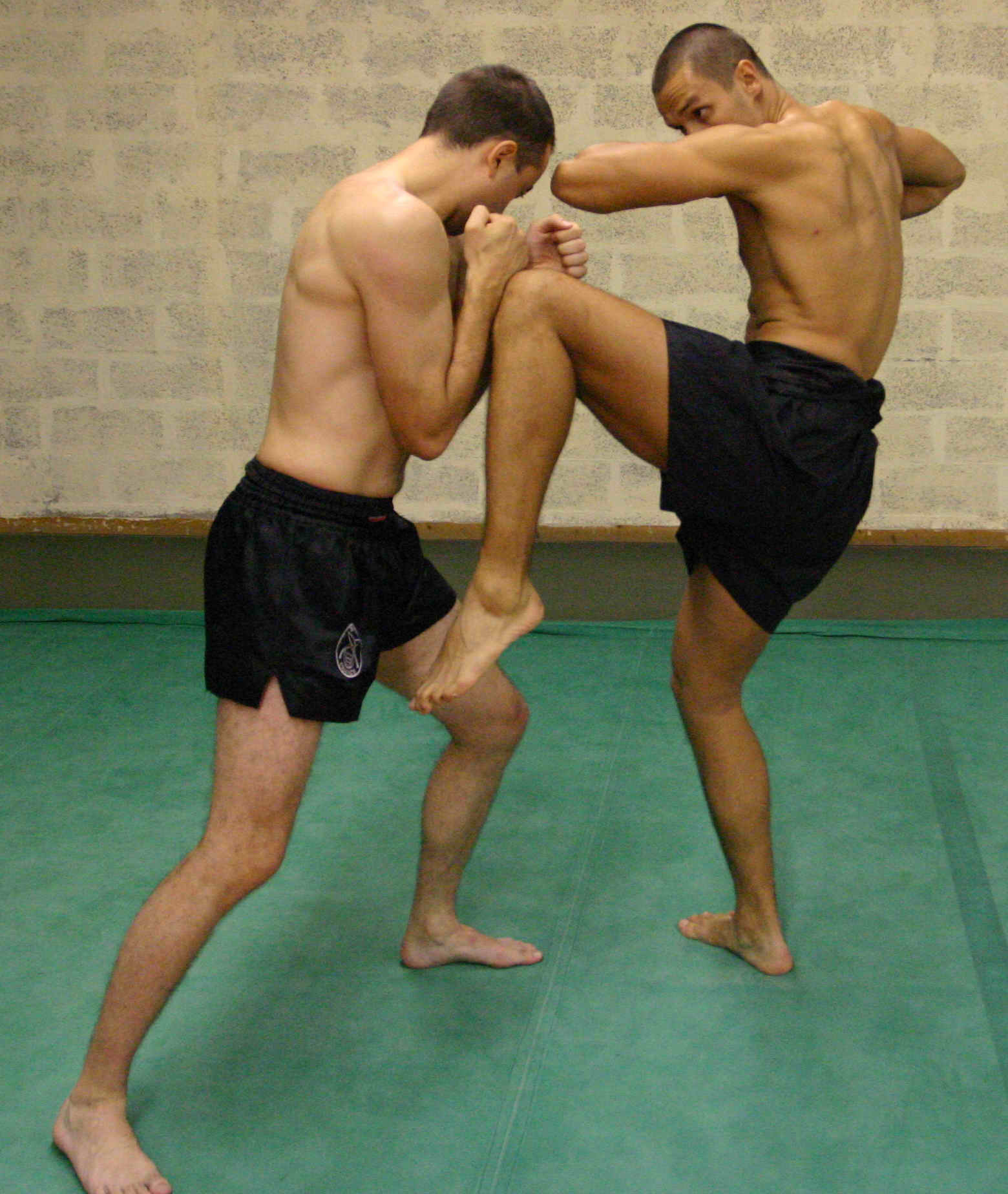
Attaque combinée ici genou et coude
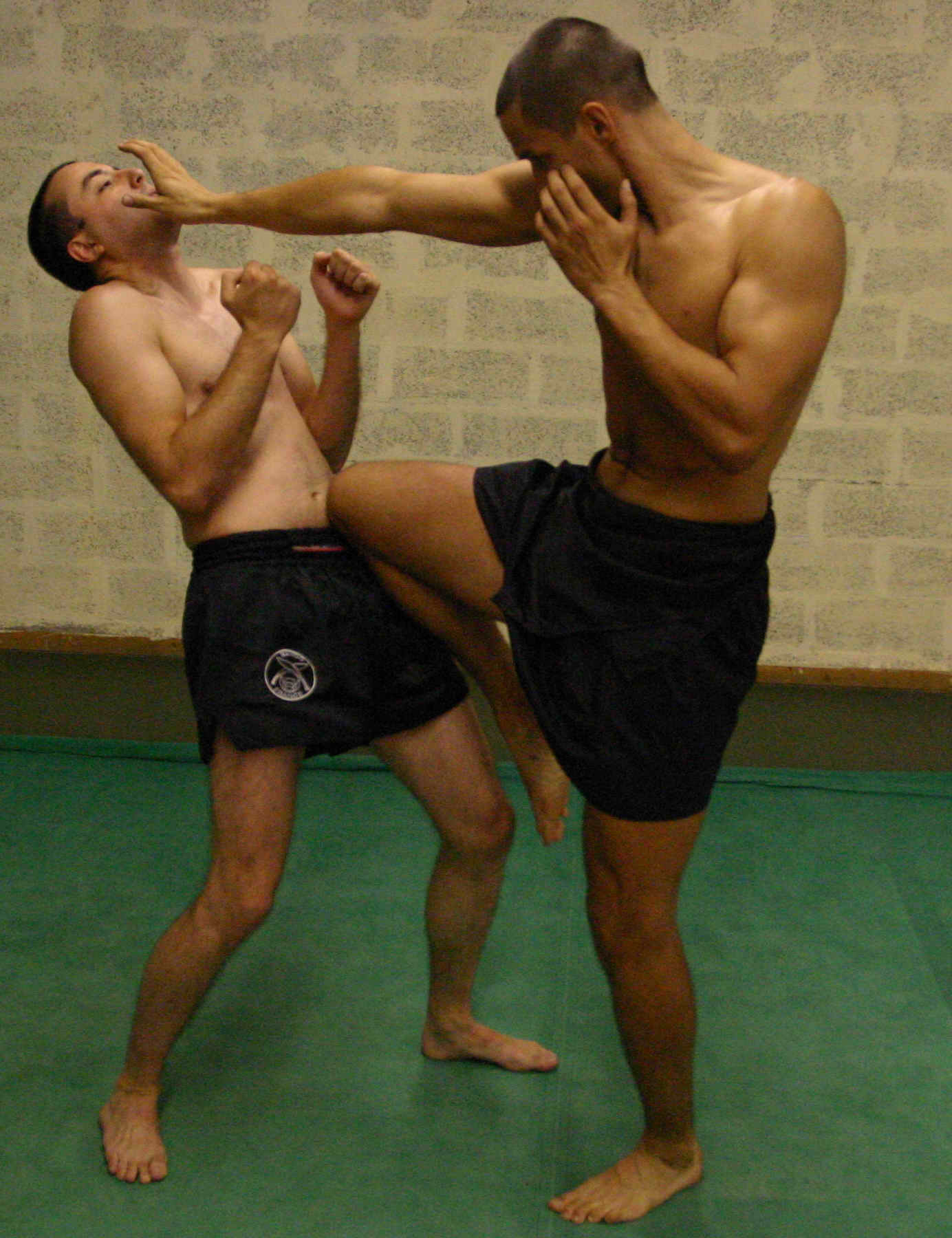
Attaque combinée ici genou et main ouverte

### Coup de tête (gowl tite)
« Gowl » signifie « tête » en langue birmane et « tite » veut dire « coup » (ou frappe). Coup porté avec le crâne, le plus souvent avec le haut du front. La percussion avec le crâne est une spécificité de la boxe birmane ancestrale. Encore au XXIe siècle, le règlement de certains tournois de village autorise ce type de frappe. En progression avant, elle se donne le plus souvent le buste et la tête de profil pour éviter une blessure en coup de contre au visage.
| N° | Français       | Anglais            | Birman | Illustration |
| -- | -------------- | ------------------ | ------ | ------------ |
| 1  | Direct         | Straight head-butt |        |              |
| 2  | Semi-remontant | Forward head-butt  |        |              |
| 3  | Latéral        | Side head-butt     |        |              |
| 4  | Circulaire     | Rolling head-butt  |        |              |
| 5  | Remontant      | Rising head-butt   |        |              |

| N° | Français   | Anglais            | Birman | Illustration |
| -- | ---------- | ------------------ | ------ | ------------ |
| 6  | Descendant | Low head-butt      |        |              |
| 7  | Plongeant  | Drop head-butt     |        |              |
| 8  | Arrière    | Backward head-butt |        |              |
| 9  | Poussée    | Pull head-butt     |        |              |

### Coup de poing (Let Thee)

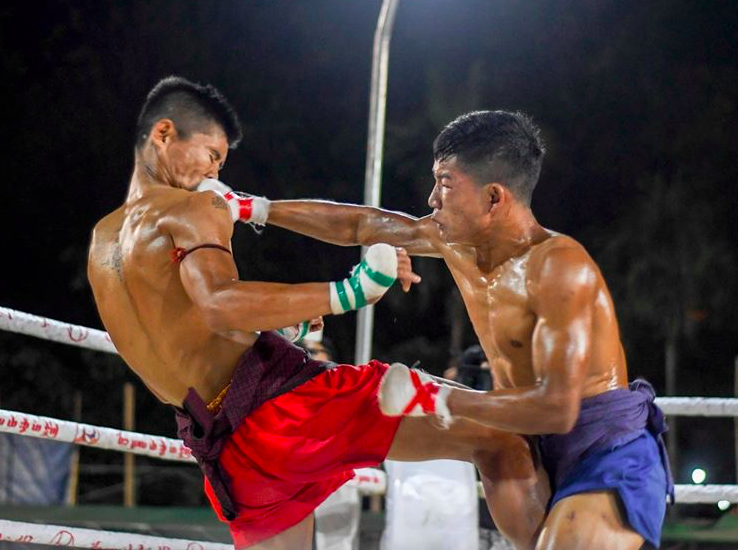
Combattant de Lethwei qui effectue un coup de poing.

« Let » signifie « poing » en birman et « Let thee », coup de poing. Pour délivrer les techniques de poing, nous trouvons : deux formes principales de trajectoire (rectiligne et curviligne), cinq surfaces principales de frappe (l’avant du poing, le dessus et le dessous du poing, les deux côtés du poing). Neuf techniques usuelles de poing sont répertoriées : 1/ de forme pistonnée courte (short straight-push souvent remontante ou rising-punch en Anglais), 2/ de forme pistonnée longue (long straight-punch en Anglais), 3/ de forme circulaire à l’endroit (dite crochetée, ), 4/ de forme circulaire remontante (uppercut), 5/ de forme circulaire à rebours (dite en revers ou back-fist en Anglais), 6/ de forme balancée horizontale (dite en bâton ou stick-punch, hook en Anglais), 7/ de forme balancée remontante (en bâton ou swing), 8/ de forme descendante circulaire ou en marteau (stomp en Anglais) et, 9/ de forme jetée et plongeante (dite du cobra). Certaines techniques de poing peuvent être sautées et retournées.
| N° | Français       | Anglais               | Birman       | Illustration |  |
| -- | -------------- | --------------------- | ------------ | ------------ |  |
| 1  | Direct (court) | Short straight -punch |              |              |  |
| 2  | Direct (long)  | Long straight -punch  | Pyon Latt-di |              |  |
| 3  | Crochet        | Hook                  | Wai Latt-di  |              |  |
| 4  | Remontant      | Uppercut              | Pin Latt-di  |              |  |

| N° | Français           | Anglais             | Birman          | Illustration |  |
| -- | ------------------ | ------------------- | --------------- | ------------ |  |
| 5  | Revers             | Back-fist           | Nepya Ni Wai-da |              |  |
| 6  | Balancé horizontal | Swing               | Wai Latt-di     |              |  |
| 7  | Balancé remontant  | Bolo-punch          |                 |              |  |
| 8  | Descendant         | Overhead-punch      |                 |              |  |
| 9  | Direct plongeant   | Cobra Punch         |                 |              |  |
| 10 | Retourné           | Spinning back -fist |                 |              |  |
| 11 | Sauté              | Jump-punch          |                 |              |  |

### Coup de coude (Tel Daung)
Le coude est une arme naturelle du corps humain. Particulièrement efficace dans le combat au corps à corps, pour défendre et atteindre des cibles, parce qu’il n’a pas besoin de beaucoup d’amplitude et donc d’inertie pour provoquer des traumatismes à l’adversaire. On utilise le plus souvent la pointe du coude ou les parties osseuses du bras et de l’avant-bras pour les techniques de percussion et de défense (blocage de technique, protection contre une attaque, déviation d’une technique, verrouillage et contrôle de l’opposant). En plus de l’activité effectuée par l’épaule, la puissance de frappe vient de la combinaison d’actions allant le plus souvent dans la même direction – appelé principe d’union (à l’occasion de la frappe, une rotation du tronc ou action de vissage dans l’axe vertical – un tassage pour un coup descendant – ou une poussée verticale avec les cuisses pour un coup remontant). Les techniques de coude sont très populaires en Birmanie et sont connues pour être portées lors d’un saut (technique dite volante) ou après un appui pédestre sur l’adversaire (technique dite en marche d’escalier). Certaines techniques s’exécutent les deux coudes ensemble ou un coude combiné avec une autre arme (très souvent en cascade circulaire : poing puis coude puis poing).
| N° | Français   | Anglais                | Birman                | Illustration |  |
| -- | ---------- | ---------------------- | --------------------- | ------------ |  |
| 1  | Circulaire | Horizontal-elbow       | D’tao-hni Payayda     |              |  |
| 2  | Remontant  | Rising elbow -strike   | D’tao-hni Taoda       |              |  |
| 3  | Descendant | Overhead elbow -strike | Koun D’tao -hni Taoda |              |  |

| N° | Français           | Anglais                        | Birman       | Illustration |  |
| -- | ------------------ | ------------------------------ | ------------ | ------------ |  |
| 4  | Revers court       | Short reverse horizontal-elbow | Naupya D’tao |              |  |
| 5  | Interne            | Outside elbow-stike            |              |              |  |
| 6  | Pénétrant          | Straight elbow-thrust          |              |              |  |
| 7  | Oblique descendant | Diagonal downward -elbow       |              |              |  |
| 8  | Revers ample       | Back elbow-strike              | Naupya D’tao |              |  |
| 9  | Retourné           | Spinning-elbow                 |              |              |  |
| 10 | Oblique remontant  | Elbow-slash                    |              |              |  |
| 11 | Double             | Double elbow-chop              |              |              |  |
| 12 | Sauté              | Jumping elbow-strike           |              |              |  |

### Coup de genou (Doo)
« Doo » signifie « genou » en birman. Le genou est une arme naturelle du corps humain. Extrêmement efficace à courte distance de combat et au corps à corps, il permet aussi bien de défendre que d’atteindre des cibles. On utilise le plus souvent la pointe du genou ou les parties osseuses proches de l’articulation pour les techniques de percussion et de défense (blocage de coup, protection d’une cible, déviation d’une arme et stoppage d’une avancée adverse). Les boxeurs birmans sont réputés pour leurs techniques de coup de genou sautés notamment les techniques portées les deux genoux simultanément (flying double knee en anglais).
| N° | Français              | Anglais                | Birman | Illustration |
| -- | --------------------- | ---------------------- | ------ | ------------ |
| 1  | Remontant             | Rising knee-strike     |        |              |
| 2  | Oblique remontant     | Diagonal knee-strike   |        |              |
| 3  | Interne               | Knee-slap              |        |              |
| 4  | Direct                | Straight knee-thrust   |        |              |
| 5  | Circulaire horizontal | Horizontal knee-strike |        |              |

| N° | Français             | Anglais             | Birman             | Illustration |
| -- | -------------------- | ------------------- | ------------------ | ------------ |
| 6  | Revers               | Reverse-knee        |                    |              |
| 7  | Latéral              | Side-knee           |                    |              |
| 8  | Descendant           | Knee-chop           |                    |              |
| 9  | Sauté                | Flying knee-strike  | Koun Byi Du-ne-dai |              |
| 10 | Circulaire plongeant | Curving knee-strike |                    |              |
| 11 | En escalier          | Step-Up knee-strike |                    |              |
| 12 | Double               | Flying double-knee  |                    |              |

### Coup de pied (Kan)
Pour délivrer les techniques de jambe, nous trouvons : trois orientations principales des hanches (de face, de côté et de dos), deux formes de trajectoires (rectiligne ou curviligne), cinq surfaces principales de frappe (le dessus de pied ou du tibia, la « balle » du pied, le talon, les deux côtés du pied). Neuf techniques usuelles de jambe sont répertoriées : 1/ technique de face, de forme pistonnée (en anglais, front-kick), 2/ coup de diagonale montante, jambe tendue (stick-kick), 3/ coup latéral pistonné (side-kick), 4/ coup circulaire fouetté (round-kick), 5/ coup circulaire en bâton (crescent-kick), 6/ coup retombant en bâton (hammer-kick), 7/ le balayage pistonné (sweeping), 8/ le coup de pied de côté crocheté (hook-kick) et 9/ le coup de pied arrière pistonné (back-kick). Certaines techniques de pied peuvent être retournées et sautées.
| N° | Français        | Anglais            | Birman        | Illustration |
| -- | --------------- | ------------------ | ------------- | ------------ |
| 1  | Direct          | Front-kick         | Nenda Chipova |              |
| 2  | Semi-circulaire | Semi circular-kick |               |              |
| 3  | Latéral         | Side-kick          | Naubya Ka     |              |
| 4  | Circulaire      | Roundhouse-kick    | Nenda Chivya  |              |

| N° | Français             | Anglais              | Birman | Illustration |
| -- | -------------------- | -------------------- | ------ | ------------ |
| 5  | En croissant         | Crescent-Kick        |        |              |
| 6  | Retombant            | Hammer-kick          |        |              |
| 7  | Balayage             | Sweeping             |        |              |
| 8  | Crocheté             | Hook-kick            |        |              |
| 9  | Arrière              | Back-kick            |        |              |
| 10 | Circulaire retombant | Down roundhouse-kick |        |              |
| 11 | Crocheté retourné    | Spinning hook-kick   |        |              |
| 12 | Circulaire sauté     | Jump-kick            |        |              |
| 12 | Latéral sauté        | Jump-kick            |        |              |
| 12 | Arrière sauté        | Jump-kick            |        |              |
| 13 | En escalier          | Step-up kick         |        |              |